# Italia (álbum)
Italia é um álbum de estúdio do trompetista Chris Botti, lançado pela Columbia Records em 25 de setembro de 2007. O álbum tem como tema as raízes italianas de Botti, tendo como faixa-título a canção "Italia" e incluindo outras canções mundialmente conhecidas como "Ave Maria", "Venice" e "Estate". Botti gravou a canção "Italia" em dueto com o tenor italiano Andrea Bocelli, sendo que a parceria foi repetida no álbum Vivere Live in Tuscany. 
O álbum atingiu a 1ª posição da Top Jazz Albums e a 27ª posição na Billboard 200. No mesmo ano de lançamento, o álbum foi indicado para o Grammy de "Best Pop Instrumental Album".

## Faixas
| N.º            | Título                                                | Compositor(es)                   | Duração |  |
| 1.             | "Deborah's Theme"                                     | Enio Morricone                   | 2:51    |  |
| 2.             | "Italia" (com Andrea Bocelli)                         | Chris Botti, David Foster        | 5:34    |  |
| 3.             | "Venice"                                              | Chris Botti, Dean Parks          | 4:31    |  |
| 4.             | "The Very Thought of You" (com Paula Cole)            | Ray Noble                        | 4:53    |  |
| 5.             | "Gabriel's Oboe"                                      | Enio Morricone                   | 4:16    |  |
| 6.             | "I've Grown Accustomed to Her Face" (com Dean Martin) | Frederick Loewe, Alan Jay Lerner | 3:10    |  |
| 7.             | "Caruso"                                              | Lucio Dalla                      | 3:59    |  |
| 8.             | "The Way You Look Tonight"                            | Dorothy Fields, Jerome Kern      | 4:16    |  |
| 9.             | "It Never Entered My Mind"                            | Lorenz Hart, Richard Rodgers     | 4:53    |  |
| 10.            | "Ave Maria"                                           | Franz Schubert                   | 5:46    |  |
| 11.            | "Estate"                                              | Bruno Brighetti, Bruno Martino   | 4:06    |  |
| 12.            | "Nessum Dorma"                                        | Giacomo Puccini                  | 3:50    |  |
| Duração total: | Duração total:                                        | Duração total:                   | 52:05   |  |

## Créditos
- Chris Botti - Trompete
- Andrea Bocelli - Vocal
- Paula Cole - Vocal
- Brian Bromberg - Baixo
- Billy Childs - Piano
- Paul Clarvis - Percussão
- Vinnie Colaiuta - Bateria
- Shane Fontayne - Guitarra
- David Foster - Piano
- James Genus - Baixo

## Posições e Certificações
| Tabelas musicais (2013)          | Melhor posição |
| -------------------------------- | -------------- |
| Estados Unidos - Billboard 200   | 27             |
| Estados Unidos - Top Jazz Albums | 1              |
| Polónia - ZPAV                   | 1              |

| País           | Certificação | Vendas  |
| -------------- | ------------ | ------- |
| Polónia - ZPAV | Platina      | 20,000+ |